# Ron Cephas Jones
Ron Cephas Jones (Paterson, 8 gennaio 1957 – 19 agosto 2023) è stato un attore statunitense.

## Biografia

### Carriera
Attivo sia in ambito televisivo che cinematografico, nel 1999 recitò nel film Accordi e disaccordi di Woody Allen, mentre nel 2002 prese parte a Paid in Full. Dal 2015 al 2016 interpretò il ruolo dell'hacker Leslie Romero nella serie USA Network Mr. Robot. Dal 2016 al 2018 recitò nel ruolo di Bobby Fish nella serie del Marvel Cinematic Universe Luke Cage. Inoltre divenne uno dei protagonisti di This Is Us interpretando il ruolo di William Hill. Recitò insieme a Nina Dobrev in Dog Days (2018) e prese parte al film Venom (2018). Nel 2022 fu candidato ai Tony Awards.

### Morte
Ron Cephas Jones è morto nel 2023, per una malattia polmonare che lo affliggeva da tempo.

## Vita privata
Jones e la cantante jazz di origine britannica Kim Leslie ebbero una figlia, Jasmine Cephas Jones.

## Filmografia

### Attore

#### Cinema
- Murder Magic, regia di Windell Williams (1994)
- He Got Game, regia di Spike Lee (1998)
- Accordi e disaccordi (Sweet and Lowdown), regia di Woody Allen (1999)
- Little Senegal, regia di Rachid Bouchareb (2001)
- Paid in Full, regia di Charles Stone III (2002)
- Carlito's way - Scalata al potere (Carlito's Way: Rise to Power), regia di Michael Bregman (2005)
- On the One, regia di Charles Randolph-Wright (2005)
- Half Nelson, regia di Ryan Fleck (2006)
- Across the Universe, regia di Julie Taymor (2007)
- Ashes, regia di Ajay Naidu (2010)
- Watching TV with the Red Chinese, regia di Shimon Dotan (2012)
- Titus, regia di Charlie Cattrall (2013)
- Glass Chin, regia di Noah Buschel (2014)
- National Theater Live: Of Mice and Men, regia di Anna Shapiro (2014)
- Dog Days, regia di Ken Marino (2018)
- Venom, regia di Ruben Fleischer (2018)
- Il calendario di Natale (The Holiday Calendar), regia di Bradley Walsh (2018)
- Dolemite Is My Name, regia di Craig Brewer (2019)

#### Televisione
- New York Undercover - serie TV, episodio 3x04 (1996)
- Law & Order - I due volti della giustizia (Law & Order) - serie TV, episodi 6x19-7x09 (1996-1997)
- Double Platinum, regia di Robert Allan Ackerman - film TV (1999)
- Word of Honor, regia di Robert Markowitz - film TV (2003)
- Law & Order: Criminal Intent - serie TV, episodio 5x07 (2006)
- Un grappolo di sole (A Raisin in the Sun), regia di Kenny Leon - film TV (2008)
- NYC 22 - serie TV, episodio 1x08 (2012)
- Low Winter Sun - serie TV, 3 episodi (2013)
- The Blacklist - serie TV, episodio 2x03 (2014)
- Mr. Robot - serie TV, 9 episodi (2015-2016)
- Banshee - La città del male (Banshee) - serie TV, episodi 3x09-3x10 (2015)
- The Get Down - serie TV, 5 episodi (2016-2017)
- Luke Cage - serie TV, 12 episodi (2016-2018)
- This Is Us - serie TV, 45 episodi (2016-2022)
- Truth Be Told – serie TV, 28 episodi (2019-2023)
- Cercando Alaska (Looking for Alaska) - miniserie TV, 8 puntate (2019)
- Law & Order: Organized Crime - serie TV, 8 episodi (2021-2022)
- Better Things - serie TV, 3 episodi (2022)

#### Cortometraggi
- Anonymous, regia di Rayya Elias (2004)
- The Ballad of Pinto Red, regia di Sarah Rogacki (2004)

### Doppiatore
- Live and Let Die - videogioco, voce di Quarrell (2019)
- Anfibia - serie animata, voce di Aldo, episodio 2x17 (2021)

## Riconoscimenti
- Premio Emmy
  - 2017 - Candidatura al miglior attore non protagonista in una serie drammatica per This Is Us
  - 2018 - Miglior attore guest in una serie drammatica per This Is Us
  - 2019 - Candidatura al miglior attore guest in una serie drammatica per This Is Us
  - 2020 - Miglior attore guest in una serie drammatica per This Is Us
- Critics' Choice Awards
  - 2024 - Candidatura al miglior attore non protagonista in una seri drammatica per Truth Be Told
- Screen Actors Guild Award
  - 2018 - Miglior cast in una serie drammatica per This Is Us
- Tony Award
  - 2022 - Candidatura per il miglior attore non protagonista in un'opera teatrale per Clyde's

## Doppiatori italiani
Nelle versioni in italiano delle opere in cui ha recitato, Ron Cephas Jones è stato doppiato da:
- Paolo Buglioni in Banshee - La città del male, La storia di Lisey
- Stefano Mondini in This Is Us (st. 1-3), Truth Be Told
- Paolo Maria Scalondro in Law & Order: Organized Crime
- Marco Panzanaro in Law & Order: Criminal Intent, Genius: MLK/X
- Edoardo Siravo in The Blacklist
- Dario Oppido ne Il calendario di Natale
- Alessandro Messina in Luke Cage
- Paolo Marchese in Mr. Robot
- Ambrogio Colombo in Dog Days
- Alessandro Ballico in Venom
- Giovanni Petrucci in Cercando Alaska
- Antonio Palumbo in Dolemite Is My Name
- Mario Bombardieri in This Is Us (st. 4-5)

Da doppiatore, è stato sostituito da
- Marco Giansante in Amphibia